# Vžigalna svečka
Vžigalna svečka je naprava, ki s pomočjo visokonapetostnega električnega toka iz vžigalne tuljave ali vžigalnega magneta ustvarja iskre. Ta iskra potem vžge mešanico goriva in zraka v bencinskem motorju. Svečka je zgrajena iz ohišja z navojem, centralne elektrode in izolatorja iz porcelana. Vžigalna svečka je s kovinskim navojem pritrjena na glavo cilindra in je tako ozemljena. Iskre se generirajo na koncu centralne elektrode - ta del je nameščen v zgorevalno komoro. 
Pri dvotaktnem motorju s 9000 obratov na minuto, se mora svečka vžgati kar 9000X na minuto (150X na sekundo) - na vsak obrat enkrat. Pri štiritaktnem, ki se vrti npr. s 6000 obrati pa se mora svečka vžgati 3000X na minuto (50X na sekundo) - na vsake dva obrata enkrat. 
Vžigalne svečke se uporabljajo tudi v drugih aplikacijah, kjer je potreben vžig zmesi gorivo/zrak. Pri letalskih reaktivnih motorjih, kot je npr. turbofan, svečka vžge zmes pri zagonu, med križarjenjem se ne uporablja, se pa uporablja v slabem vremenu, kadar obstaja možnost izgube plamena. Svečke pri teh motorjih so precej močnejše od npr. avtomobilskih in se precej hitreje obrabijo. Za zagon se uporablja večjo moč svečk, za vzdrževanje plamena v slabem vremenu pa manjšo, da se zmanjša porabo. 
Dizelski motorji ne potrebujejo svečk, mešanica se pri le-teh sama vžge. Nekateri dizli uporabljajo žarilno svečko za pomoč pri zagonu v mrzlem vremenu.
Leta 1860 je Étienne Lenoir prvi uporabil električno vžigalno svečko v prvem motorju na notranje zgorevanje. Lenoir je najverjetneje tudi izumitelj vžigalne svečke. 
Robert Bosch je prvi izumil komercialno vžigalno svečko, ki je bila povezana z vžigalnim magnetom in je tako omogočila razvoj motorjev s svečkami. 